# Primetime-Emmy-Verleihung 2014

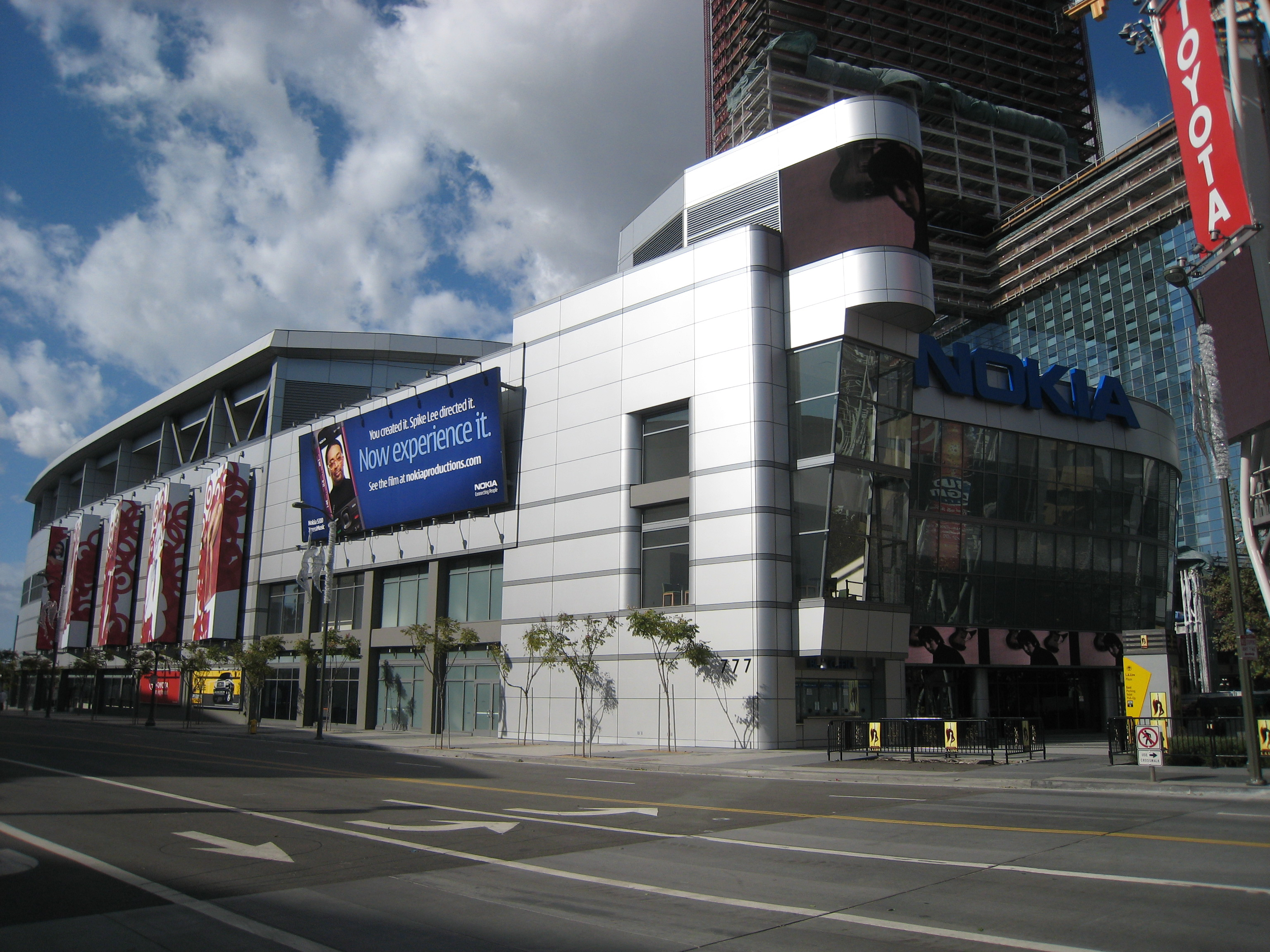
Das Nokia Theatre, Veranstaltungsort der Emmy-Verleihung 2014

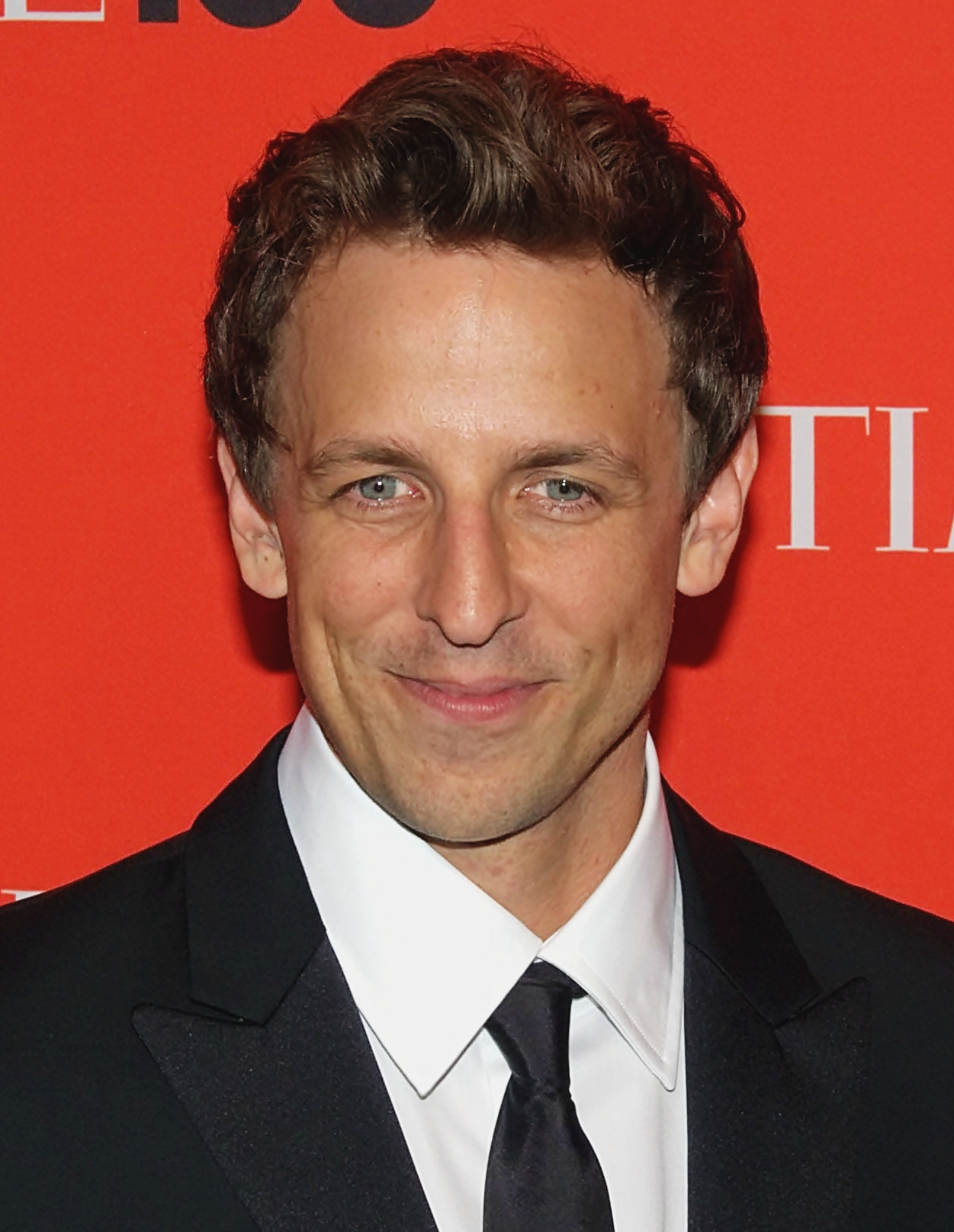
Seth Meyers, Moderator der Verleihung

Die 66. Emmy-Verleihung in der Sparte Prime Time (66th Primetime Emmy Awards) fand am 25. August 2014 im Nokia Theatre, einem Theater in Los Angeles, Kalifornien, statt. Die Nominierungen wurden am 10. Juli 2014 bekanntgegeben. Berücksichtigt wurden Programme, die im Zeitraum vom 1. Juni 2013 bis zum 31. Mai 2014 ausgestrahlt worden sind. Weil der US-Sender NBC die Übertragungsrechte an den Liveübertragungen der NFL-Spiele hat, fand die Zeremonie einen Monat früher und an einem Montag statt des üblichen Sonntags Ende September statt. Im deutschsprachigen Raum wurde die Verleihung vom Bezahlfernsehsender TNT Serie live übertragen. Der Comedian und Moderator Seth Meyers hat die Veranstaltung moderiert.
Zuvor waren am 16. August 2014 die Creative Arts Emmy Awards vergeben worden. Sie ehren Fernsehschaffende in technischen Kategorien wie Szenenbild, Kostüme, Kamera oder Schnitt.

## Preisträger und Nominierte

### Sparte Comedy

#### Beste Comedyserie
Modern Family
- The Big Bang Theory
- Louie
- Orange Is the New Black
- Silicon Valley
- Veep – Die Vizepräsidentin (Veep)

#### Bester Hauptdarsteller in einer Comedyserie
Jim Parsons – The Big Bang Theory
- Ricky Gervais – Derek
- Matt LeBlanc – Episodes
- Don Cheadle – House of Lies
- Louis C.K. – Louie
- William H. Macy – Shameless

#### Beste Hauptdarstellerin in einer Comedyserie
Julia Louis-Dreyfus – Veep – Die Vizepräsidentin (Veep)
- Lena Dunham – Girls
- Melissa McCarthy – Mike & Molly
- Edie Falco – Nurse Jackie
- Taylor Schilling – Orange Is the New Black
- Amy Poehler – Parks and Recreation

#### Bester Nebendarsteller in einer Comedyserie
Ty Burrell – Modern Family
- Andre Braugher – Brooklyn Nine-Nine
- Adam Driver – Girls
- Jesse Tyler Ferguson – Modern Family
- Fred Armisen – Portlandia
- Tony Hale – Veep – Die Vizepräsidentin (Veep)

#### Beste Nebendarstellerin in einer Comedyserie
Allison Janney – Mom
- Mayim Bialik – The Big Bang Theory
- Julie Bowen – Modern Family
- Kate Mulgrew – Orange Is the New Black
- Kate McKinnon – Saturday Night Live
- Anna Chlumsky – Veep – Die Vizepräsidentin (Veep)

#### Bester Gastdarsteller in einer Comedyserie
Jimmy Fallon – Saturday Night Live
- Bob Newhart – The Big Bang Theory
- Nathan Lane – Modern Family
- Steve Buscemi – Portlandia
- Louis C.K. – Saturday Night Live
- Gary Cole – Veep – Die Vizepräsidentin (Veep)

#### Beste Gastdarstellerin in einer Comedyserie
Uzo Aduba – Orange Is the New Black
- Natasha Lyonne – Orange Is the New Black
- Laverne Cox – Orange Is the New Black
- Tina Fey – Saturday Night Live
- Melissa McCarthy – Saturday Night Live
- Joan Cusack – Shameless

#### Beste Regie bei einer Comedyserie
Gail Mancuso – Modern Family (Episode: Vegas)
- Iain B. MacDonald – Episodes (Episode: Episode Nine)
- Paris Barclay – Glee (Episode: 100)
- Louis C.K. – Louie (Episode: Elevator (6))
- Jodie Foster – Orange Is the New Black (Episode: Lesbian Request Denied)
- Mike Judge – Silicon Valley (Episode: Minimum Viable Product)

#### Bestes Drehbuch bei einer Comedyserie
Louis C.K. – Louie (Episode: So Did The Fat Lady)
- David Crane & Jeffrey Klarik – Episodes (Episode: Episode Five)
- Liz Friedman & Jenji Kohan – Orange Is the New Black (Episode: I Wasn’t Ready)
- Alec Berg – Silicon Valley (Episode: Optimal Tip-To-Tip Efficiency)
- Simon Blackwell, Tony Roche & Armando Iannucci – Veep – Die Vizepräsidentin (Veep, Episode: Special Relationship)

### Sparte Drama

#### Beste Dramaserie
Breaking Bad
- Downton Abbey
- Game of Thrones
- House of Cards
- Mad Men
- True Detective

#### Bester Hauptdarsteller in einer Dramaserie
Bryan Cranston – Breaking Bad
- Kevin Spacey – House of Cards
- Jon Hamm – Mad Men
- Jeff Daniels – The Newsroom
- Woody Harrelson – True Detective
- Matthew McConaughey – True Detective

#### Beste Hauptdarstellerin in einer Dramaserie
Julianna Margulies – Good Wife (The Good Wife)
- Michelle Dockery – Downton Abbey
- Claire Danes – Homeland
- Robin Wright – House of Cards
- Lizzy Caplan – Masters of Sex
- Kerry Washington – Scandal

#### Bester Nebendarsteller in einer Dramaserie
Aaron Paul – Breaking Bad
- Jim Carter – Downton Abbey
- Peter Dinklage – Game of Thrones
- Josh Charles – Good Wife (The Good Wife)
- Mandy Patinkin – Homeland
- Jon Voight – Ray Donovan

#### Beste Nebendarstellerin in einer Dramaserie
Anna Gunn – Breaking Bad
- Maggie Smith – Downton Abbey
- Joanne Froggatt – Downton Abbey
- Lena Headey – Game of Thrones
- Christine Baranski – Good Wife (The Good Wife)
- Christina Hendricks – Mad Men

#### Bester Gastdarsteller in einer Dramaserie
Joe Morton – Scandal
- Paul Giamatti – Downton Abbey
- Dylan Baker – Good Wife (The Good Wife)
- Reg E. Cathey – House of Cards
- Robert Morse – Mad Men
- Beau Bridges – Masters of Sex

#### Beste Gastdarstellerin in einer Dramaserie
Allison Janney – Masters of Sex
- Margo Martindale – The Americans
- Diana Rigg – Game of Thrones
- Kate Mara – House of Cards
- Jane Fonda – The Newsroom
- Kate Burton – Scandal

#### Beste Regie bei einer Dramaserie
Cary Joji Fukunaga – True Detective (Episode: Who Goes There)
- Tim Van Patten – Boardwalk Empire (Episode: Farewell Daddy Blues)
- Vince Gilligan – Breaking Bad (Episode: Felina)
- David Evans – Downton Abbey (Episode: Episode One)
- Neil Marshall – Game of Thrones (Episode: The Watchers on the Wall)
- Carl Franklin – House of Cards (Episode: Chapter 14)

#### Bestes Drehbuch bei einer Dramaserie
Moira Walley-Beckett – Breaking Bad (Episode: Ozymandias)
- Vince Gilligan – Breaking Bad (Episode: Felina)
- David Benioff & D. B. Weiss – Game of Thrones (Episode: The Children)
- Beau Willimon – House of Cards (Episode: Chapter 14)
- Nic Pizzolatto – True Detective (Episode: The Secret Fate of All of Life)

### Sparte Miniserie bzw. Fernsehfilm

#### Beste Miniserie
Fargo
- American Horror Story (American Horror Story: Coven)
- Bonnie & Clyde (Bonnie and Clyde: Dead and Alive)
- Luther
- Treme
- The White Queen

#### Bester Fernsehfilm
The Normal Heart
- Killing Kennedy
- Muhammad Ali’s Greatest Fight
- Sherlock: Sein letzter Schwur (His Last Vow)
- The Trip to Bountiful

#### Bester Hauptdarsteller in einer Miniserie oder einem Fernsehfilm
Benedict Cumberbatch – Sherlock: Sein letzter Schwur (His Last Vow)
- Chiwetel Ejiofor – Dancing on the Edge
- Martin Freeman – Fargo
- Billy Bob Thornton – Fargo
- Idris Elba – Luther
- Mark Ruffalo – The Normal Heart

#### Beste Hauptdarstellerin in einer Miniserie oder einem Fernsehfilm
Jessica Lange – American Horror Story (American Horror Story: Coven)
- Sarah Paulson – American Horror Story (American Horror Story: Coven)
- Helena Bonham Carter – Burton und Taylor (Burton and Taylor)
- Minnie Driver – Return to Zero
- Kristen Wiig – The Spoils of Babylon
- Cicely Tyson – The Trip to Bountiful

#### Bester Nebendarsteller in einer Miniserie oder einem Fernsehfilm
Martin Freeman – Sherlock: Sein letzter Schwur (His Last Vow)
- Colin Hanks – Fargo
- Jim Parsons – The Normal Heart
- Joe Mantello – The Normal Heart
- Alfred Molina – The Normal Heart
- Matthew Bomer – The Normal Heart

#### Beste Nebendarstellerin in einer Miniserie oder einem Fernsehfilm
Kathy Bates – American Horror Story (American Horror Story: Coven)
- Frances Conroy – American Horror Story (American Horror Story: Coven)
- Angela Bassett – American Horror Story (American Horror Story: Coven)
- Allison Tolman – Fargo
- Ellen Burstyn – Flowers in the Attic – Blumen der Nacht (Flowers in the Attic)
- Julia Roberts – The Normal Heart

#### Beste Regie bei einer Miniserie oder einem Fernsehfilm
Colin Bucksey – Fargo (Episode: Buridan’s Ass)
- Alfonso Gomez-Rejon – American Horror Story (American Horror Story: Coven, Episode: Bitchcraft)
- Adam Bernstein – Fargo (Episode: The Crocodile’s Dilemma)
- Stephen Frears – Muhammad Ali’s Greatest Fight
- Ryan Murphy – The Normal Heart
- Nick Hurran – Sherlock: Sein letzter Schwur (His Last Vow)

#### Bestes Drehbuch bei einer Miniserie oder einem Fernsehfilm
Steven Moffat – Sherlock: Sein letzter Schwur (His Last Vow)
- Ryan Murphy & Brad Falchuk – American Horror Story (American Horror Story: Coven, Episode: Bitchcraft)
- Noah Hawley – Fargo (Episode: The Crocodile’s Dilemma)
- Neil Cross – Luther
- Larry Kramer – The Normal Heart
- David Simon & Eric Overmyer – Treme (Episode: …To Miss New Orleans)

### Weitere Kategorien (Auswahl)

#### Beste Varietésendung
The Colbert Report
- The Daily Show with Jon Stewart
- Jimmy Kimmel Live!
- Real Time with Bill Maher
- Saturday Night Live
- The Tonight Show Starring Jimmy Fallon

#### Beste Kindersendung
One Last Hug: Three Days At Grief Camp
- Degrassi
- Hund mit Blog (Dog with a Blog)
- Meine Schwester Charlie (Good Luck Charlie)
- Nick News With Linda Ellerbee

Wynton Marsalis A YoungArts Masterclass

#### Beste Reality-TV-Wettbewerbssendung
The Amazing Race
- Dancing with the Stars
- Project Runway
- So You Think You Can Dance
- Top Chef
- The Voice

#### Bester Moderator einer Reality- oder Reality-TV-Wettbewerbssendung
Jane Lynch – Hollywood Game Night
- Betty White – Betty White’s Off Their Rockers
- Tom Bergeron – Dancing with the Stars
- Heidi Klum & Tim Gunn – Project Runway
- Cat Deeley – So You Think You Can Dance
- Anthony Bourdain – The Taste